# Duobaoshan Tongkuang (bondby i Kina, Heilongjiang Sheng, lat 50,37, long 125,66)
Duobaoshan Tongkuang (kinesiska: 多宝山铜矿) är en bondby i Kina. Den ligger i provinsen Heilongjiang, i den nordöstra delen av landet, omkring 520 kilometer norr om provinshuvudstaden Harbin. Antalet invånare är 2 134. Befolkningen består av 1 037 kvinnor och 1 097 män. Barn under 15 år utgör 12,0 %, vuxna 15-64 år 79 %, och äldre över 65 år 8,0 %.
Runt Duobaoshan Tongkuang är det ganska glesbefolkat, med 34 invånare per kvadratkilometer. Det finns inga andra samhällen i närheten. Omgivningarna runt Duobaoshan Tongkuang är en mosaik av jordbruksmark och naturlig växtlighet.